# Gautier de Châtillon
Gautier de Châtillon (Lille, 1135-Amiens?, 1201) fue un poeta francés que escribió en latín.
Nació en Lille, y murió a comienzos del siglo XIII a causa de la peste, posiblemente en Amiens. Estudió en París con Étienne de Beauvais, y luego en Bolonia. Fue secretario de Enrique, arzobispo de Reims, y de su sucesor, Guillermo, a quien dedicó su obra más importante, Alexandreis. 

## Alejandríada
Châtillon es el autor de Alexandreis (La Alejandríada), un largo poema heroico en versos hexámetros sacado de la historia de Quinto Curcio, compuesta entre 1178 y 1182, y dedicada a Guillermo, arzobispo de Reims. Este poema ha sido calificado como el «mejor poema épico latino de la Edad Media» (De Ghellinck). Gérard Oberlé, en Poetas neo-latinos en Europa, señala sin embargo las incongruencias: los soldados griegos reciben el nombre de quirites como los romanos y se relatan acontecimientos relacionados con la Pasión de Cristo como si fueran contemporáneos a Alejandro Magno. Este poema se traducirá al flamenco por parte de J. van Maerlant y al alemán por Ulrich von Eschenbach.
Sirvió de fuente principal para el Libro de Alexandre, un poema del mester de clerecía hispánico del siglo XIII.

## Publicaciones
- Alexandreidos Libri decem. Nunc primum in Gallia Gallicisque characteribus editi
- Alexandris, sive gesta Alexandri Magni
- Gautier de Châtillon, La Alejandreida. Traducción de Francisco Pejenaute Rubio. Madrid: Ediciones Akal, 1998 (Akal - Clásicos Latinos Medievales). ISBN 84-460-0609-X

## Edición electrónica
- Texto latino de la Alejandreida